# Anita Skorgan
Anita Skorgan (Göteborg, 1958. november 13. –) norvég énekesnő és dalszerző.

## Pályafutása
Összesen ötször szerepelt az Eurovíziós Dalfesztiválon és ezen kívül a norvég nemzeti döntőn, a Norsk Melodi Grand Prix-n is több alkalommal részt vett.
Először 1976-ban, ekkor harmadik helyen végzett a Hastverk című dallal, így nem jutott ki a dalfesztiválra. 1977-ben a Casanova című számmal megnyerte a válogatót, a nemzetközi versenyen 14. helyezést ért el. A következő évben ismét próbálkozott, ekkor a George Kellerrel közösen előadott Prima Donna című dal a válogató utolsó helyén végzett. 1979-ben második alkalommal sikerült kijutnia a dalfesztiválra, ekkor az Oliver című dallal a  11. helyen végzett. 1980-ban ismét fellépett a norvég válogatóversenyen, Stjerneskudd című dalával a hatodik helyen zárt. 1981-ben öt év után először nem vett részt a válogatón, viszont a dalfesztiválon fellépett, háttérénekes volt Finn Kalvik produkciójában. 1982-ben újra benevezett, ezúttal későbbi férjével, Jahn Teigennel közösen adtak elő duettet Adieu címmel, amely sikerrel vette a norvég válogatót és a dalfesztiválon a 12. helyen végzett. A következő évben ismét együtt léphettek a dalfesztivál színpadára, bár ekkor hivatalosan Teigen szólóénekesként versenyzett, míg Skorgan a háttérénekesek egyike volt. Daluk, a közösen komponált Do re mi 9. helyezést ért el, mely Norvégia legjobb eredménye volt 1973 óta.
1985-ben ismét részt vett a Melodi Grand Prix-n, Karma című dalával második helyen végzett a később a dalfesztiválon Norvégia első győzelmét arató Bobbysocks együttes mögött. 1988-ban utolsó alkalommal vett részt a dalfesztiválon, ezúttal a Karoline Krüger által előadott For vår jord című dal szerzőjeként, mely az ötödik helyen zárt Dublinban.
2004-ben megalapította a Queen Bees zenekart.

## Magánélete
1984. február 17-én Oslóban kötött házasságot Jahn Teigen zenésszel, nem sokkal később megszületett Sara lányuk is. Hét évi házasság után váltak el.

## Diszkográfia

### Albumok
- Til en venn (1975)
- Du er nær meg (1976)
- Young Girl (1977)
- Anita Skorgan (1978)
- Ingen vei tilbake (1979)
- De fineste (1980)
- Pastell (1981)
- Cheek to Cheek (1983) Jahn Teigennel közösen
- Karma (1985)
- White Magic (1986)
- Basic (1990)
- Julenatt (1994)
- Gull (2001)
- Julenatt (2008)
- Hele veien (2009)

### EP
- Fire klassiske pianostykker (1973)

## Filmek
- Stjerner i sikte (1997)
- Prima Veras saga om Olav den hellige (1983)